# Energylandia
Energylandia is een attractiepark in Zator in het zuiden van Polen. Het park ligt ongeveer 50 kilometer af van Krakau en 400 kilometer van de hoofdstad Warschau. Met een oppervlakte van zo'n 70 hectare is Energylandia het grootste pretpark van het land. Met 19 verschillende achtbanen heeft Energylandia het record in handen van de meeste achtbanen in Europa. Daarnaast heeft het pretpark de meeste achtbanen van Vekoma en SBF Visa in één park ter wereld, met respectievelijk 10 en 4 achtbanen.
Het park kan zoveel attracties aankopen door de multimiljonaire eigenaar welke ook twee grote discotheken en het energiedrankmerk Energy 2000 bezit. Daarnaast ontvangt het attractiepark subsidies van de Poolse regering, en van de Europese Unie uit de EFRO-pot miljoenensubsidies, om meer toeristen naar de regio te trekken.

## Geschiedenis
Energylandia werd geopend op 14 juli 2014. Tijdens het openingsjaar had het park drie achtbanen, in 2015 werden er nog drie achtbanen toegevoegd, namelijk Energuś, Roller Coaster Mayan en Dragon Roller Coaster. In 2016 opende Energylandia haar eerste lanceerachtbaan met Formuła, gebouwd door de Nederlandse fabrikant Vekoma.
In oktober 2016 werden er wederom drie nieuwe achtbanen aangekondigd voor het seizoen 2017, met de Boomerang, Circus Coaster en de Frutty Loops Coaster. In 2018 werd de tiende achtbaan toegevoegd aan het park. Dit was Hyperion van fabrikant Intamin, dé achtbaan van Polen, en de op een na snelste en hoogste werkende achtbaan van Europa.
In 2018 openden de eerste glijbanen van het waterpark, dat bij de toegangsprijs van het attractiepark is inbegrepen.
22 augustus 2019 werd de tweede snelste en hoogste achtbaan van Polen geopend: Zadra, een hybride achtbaan van Rocky Mountain Construction.
In juli 2021 opende het nieuwe themagebied Aqualantis, gethematiseerd naar Atlantis, waarin onder andere twee achtbanen en een Disk'O Coaster zijn gelegen.
Aan het begin van seizoen 2024 werd het naar snoep gethematiseerde gebied Sweet Valley geopend, samen met onder andere twee familieachtbanen van Vekoma.

## Attracties

### Achtbanen

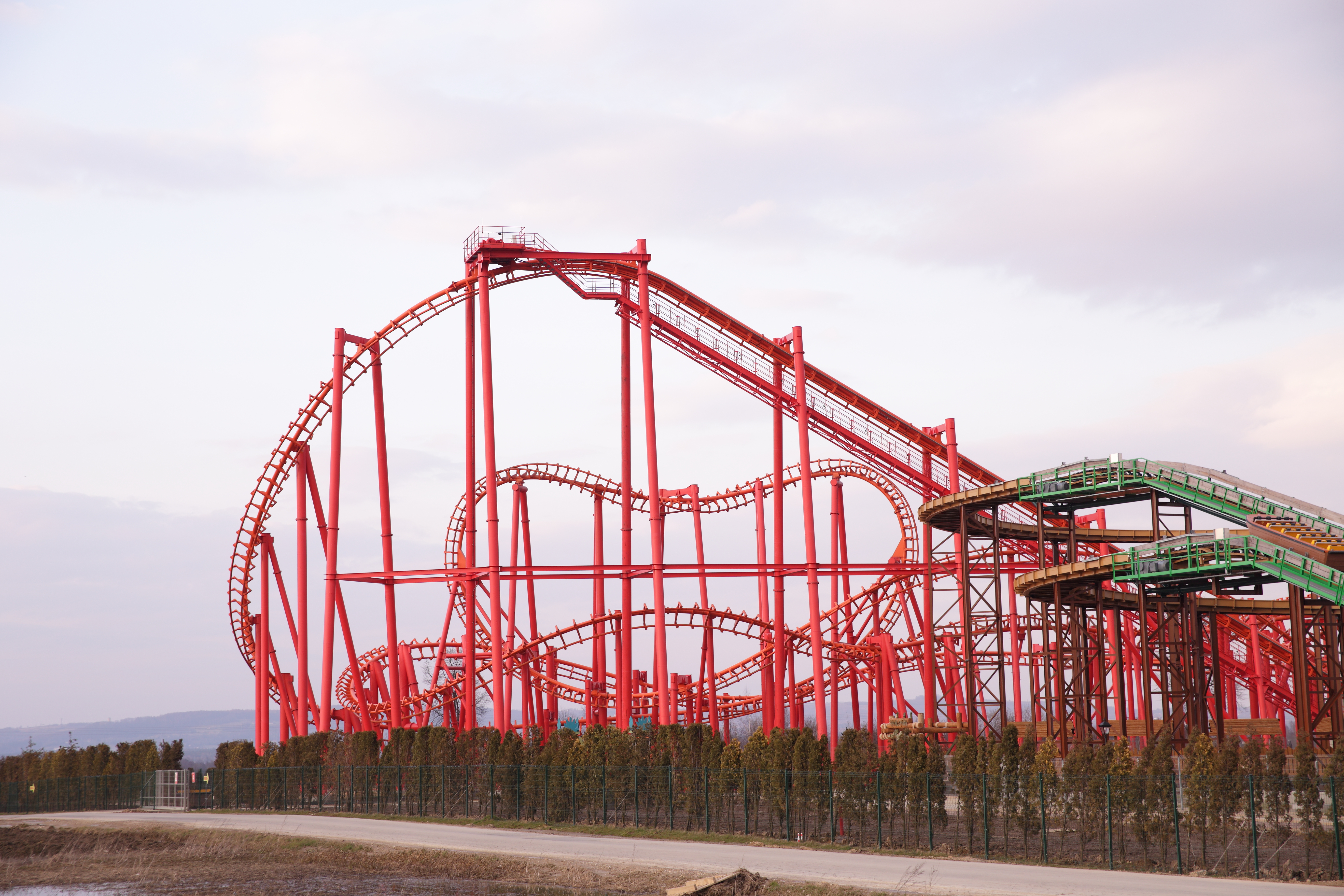
Mayan

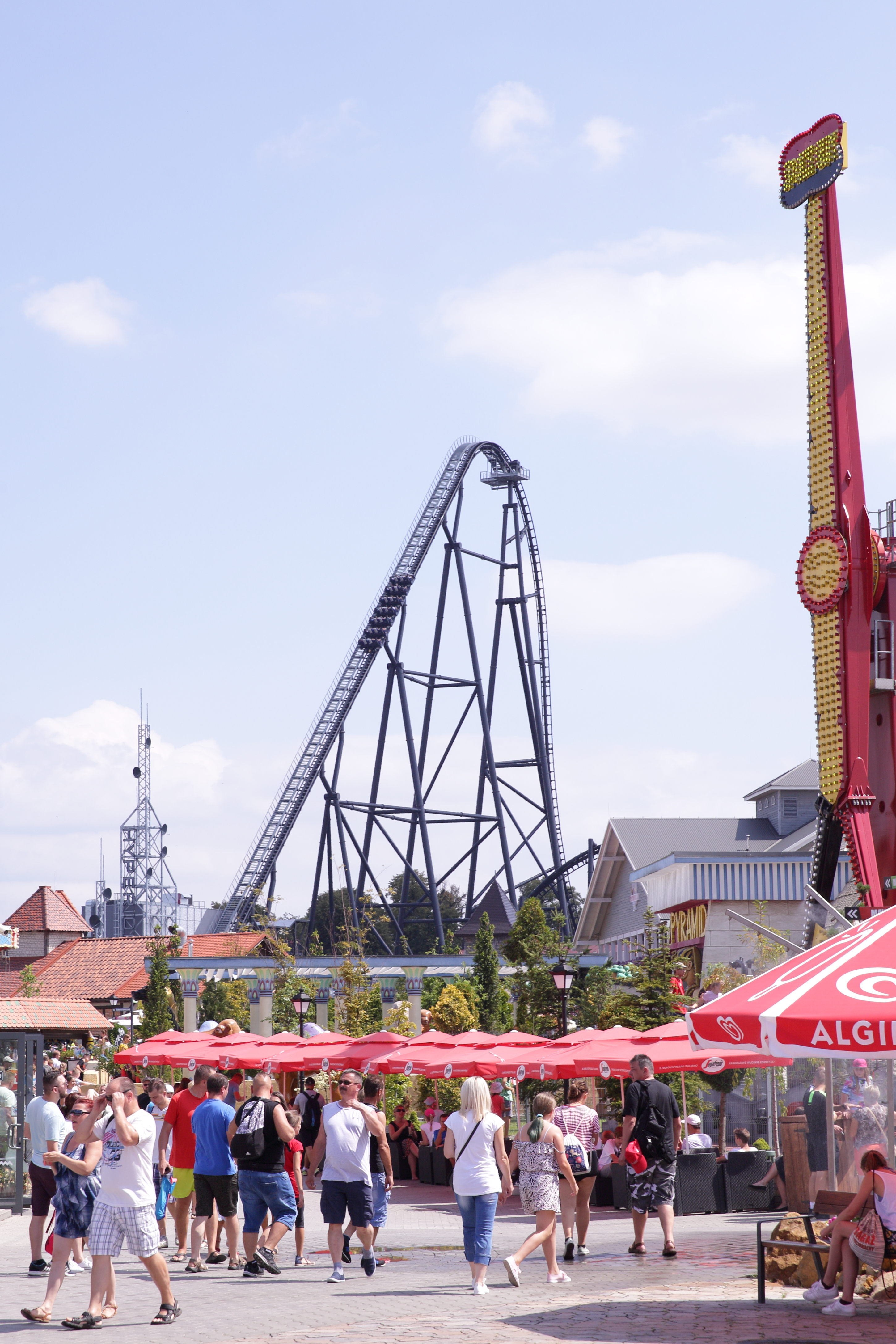
Hyperion

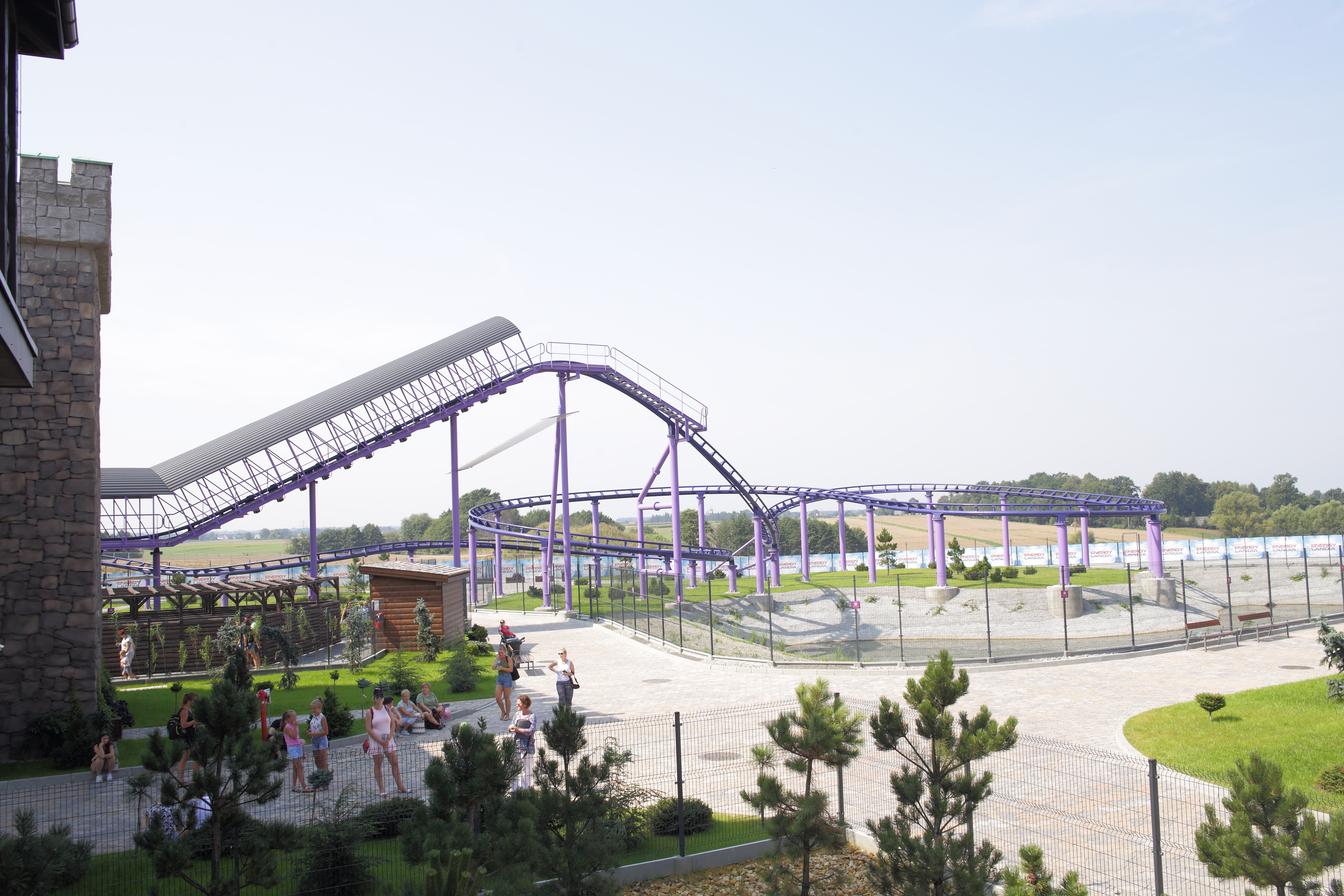
Frida

| Naam                                | Soort                | Bouwer                      | Snelheid  | Openingsdatum |
| ----------------------------------- | -------------------- | --------------------------- | --------- | ------------- |
| Owocowy Ogrod (Frutti Loop Coaster) | Big Apple/Wacky Worm | SBF Visa Group              | 15 km/h   | 2014          |
| Mars Roller Coaster                 | Familie-achtbaan     | SBF Visa Group              | 20 km/h   | 2014          |
| Viking Roller Coaster               | Wildemuis-achtbaan   | SBF Visa Group              | 43 km/h   | 2014          |
| Energuś                             | Junior Coaster       | Vekoma                      | 46 km/h   | 2015          |
| Dragon Roller Coaster               | Hangende achtbaan    | Vekoma                      | 75 km/h   | 2015          |
| Roller Coaster Mayan                | Omgekeerde achtbaan  | Vekoma                      | 80 km/h   | 2015          |
| Formuła                             | Lanceerachtbaan      | Vekoma                      | 79 km/h   | 2016          |
| Boomerang                           | Family Boomerang     | Vekoma                      | 70 km/h   | 2017          |
| Circus Coaster                      | Kinderachtbaan       | SBF Visa Group              | 15 km/h   | 2017          |
| Happy Loops                         | Draaiende achtbaan   | SBF Visa Group              | 30 km/h   | 2017          |
| Hyperion                            | Megacoaster          | Intamin AG                  | 140 km/h  | 2018          |
| Speed                               | Waterachtbaan        | Intamin AG                  | 110 km/h  | 2018          |
| Draken                              | Familie-achtbaan     | Preston & Barbieri          | 25 km/h   | 2019          |
| Frida                               | Familie-achtbaan     | Vekoma                      | 44,6 km/h | 2019          |
| Zadra                               | Hybride achtbaan     | Rocky Mountain Construction | 121 km/h  | 2019          |
| Abyssus                             | Lanceerachtbaan      | Vekoma                      | 100 km/h  | 2020          |
| Light Explorers                     | Family Boomerang     | Vekoma                      | 60 km/h   | 2021          |
| Choco Chip Creek                    | Mijntreinachtbaan    | Vekoma                      | 55 km/h   | 2024          |
| Honey Harbour                       | Familieachtbaan      | Vekoma                      | 46 km/h   | 2024          |

### Waterattracties
- Treasure Island Boats - Boomstamattractie
- The Golden Mine Ride - Boomstamattractie
- Atlantis - Rapid river
- Jungle Adventure - Rapid river
- Anaconda - SuperSplash

### Overige attracties
- Apocalipto - Topspin
- Aztec Swing - Frisbee
- Crazy Barn - Barnyard
- Dwarf Farm Carrousel
- Fairytale Carouse "Leo" - Draaimolen
- Jeep Safari - Rondrit
- Monster Attack - Darkride
- Sissi - Draaimolen
- Space Booster - Booster
- Space Gun - Kamikaze
- Splash Battle - Splash Battle
- Stormy Ship - Rockin' Tug
- Super Pump Carousel
- The Arctic Fan Slide - Hara Kiri Raft Slide
- De vliegende schommelcarrousel - Zweefmolen
- The Plane Ride - Monorail
- Tidal Wave Twister - Disk'O Coaster
- Tsunami Drop - Vrijevaltoren
- Wonder Wheel - Reuzenrad
- WRC Dodgems - botsauto's

## Incidenten
- Op 14 juni 2019 zijn er drie bezoekers gewond geraakt tijdens een blikseminslag in het waterpark van Energylandia. Twee badgasten liepen daarbij verwondingen op aan hun hoofd, het drietal moest naar het ziekenhuis gebracht worden voor controle.
- Op 11 maart 2019 is tijdens de bouw van Zadra de houten structuur gedeeltelijk ingestort door een zware storm. Ondanks dit incident liep de bouw geen vertraging op, integendeel. De attractie opende al in augustus 2019 hoewel de opening voorzien was voor januari 2020.
- Op 16 augustus 2018 overleed een 37-jarige medewerker bij Hyperion, nadat hij een gevallen mobieltje van een bezoeker wilde oppakken, werd hij dodelijk verwond door een achtbaankarretje.[7]